# David Otto
David Otto (ur. 3 marca 1999 w Pforzheim) – niemiecki piłkarz występujący na pozycji napastnika w niemieckim klubie Jahn Regensburg. Wychowanek TSG 1899 Hoffenheim, w trakcie swojej kariery grał także w 1. FC Heidenheim. Młodzieżowy reprezentant Niemiec.